# Souvenir Rousse-Perrin
Le Souvenir Rousse-Perrin (anciennement Tour du Canton de La Trimouille) est une course cycliste française disputée au mois de juillet entre Saint-Savin et La Trimouille, dans le département de la Vienne. Elle est organisée par le VCC Trimouillais. 

## Palmarès depuis 2009
| Année                           | Vainqueur          | Deuxième          | Troisième          |
| Prix de La Trimouille           |                    |                   |                    |
| ------------------------------- | ------------------ | ----------------- | ------------------ |
| 2009                            | Nicolas Crosbie    | Yvan Sartis       | Nicolas Marie      |
| Tour du Canton de La Trimouille |                    |                   |                    |
| 2010                            | Willy Perrocheau   | Baptiste Damiens  | Paul Brousse       |
| 2011                            | Samuel Plouhinec   | Médéric Clain     | Willy Perrocheau   |
| 2012                            | Benoît Daeninck    | Yvan Sartis       | Aurélien Moulin    |
| 2013                            | Ronan Racault      | Willy Perrocheau  | Ludovic Nadon      |
| 2014                            | Aurélien Moulin    | Jean-Luc Delpech  | Piotr Polus        |
| 2015                            | Alexandre Delétang | Benoît Sinner     | Thomas Brebant     |
| Souvenir Rousse-Perrin          |                    |                   |                    |
| 2016                            | Anthony Maldonado  | Adrien Garel      | Gianluca Milani    |
| 2017                            | Risto Raid         | Jérémy Leveau     | Anthony Maldonado  |
| 2018                            | Morne van Niekerk  | Geoffrey Bouchard | Frédéric Guillemot |
| 2019                            | Hugo Page          | Hugo Toumire      | Jules Boulais      |